# Centro Comercial ABC Serrano
El Centro Comercial ABC Serrano se encuentra en el centro de Madrid, en el barrio de Salamanca. Se trata de un espacio singular debido a los tres edificios que lo conforman, entre la calle de Serrano y el paseo de la Castellana.
Es un centro comercial relativamente pequeño, con 14 948 m² de SBA, en el que se respira tranquilidad debido a la ausencia de una gran tienda ancla, hasta el 22 de marzo de 2012, momento de la apertura de un supermercado de la enseña Mercadona, tal como estaba previsto.

## Historia
El Centro Comercial ABC Serrano integra tres edificios donde estuvo ubicada la sede de Prensa Española hasta 1989, editora del diario ABC y de la revista semanal Blanco y Negro; de ahí el nombre del centro comercial. El edificio del paseo de la Castellana conserva la fachada neomudéjar, obra de Aníbal González, que evoca la plaza de España de Sevilla, construida para la Exposición Iberoamericana de Sevilla de 1929.
El edificio más antiguo tiene la fachada en la calle de Serrano; en este lugar se funden ABC y Serrano. El edificio más moderno es paralelo al eje del paseo de la Castellana y se ha aprovechado para construir una rotonda interior que distribuye a los clientes y visitantes del centro comercial.